# Porto
|  | Aquest article tracta sobre ciutat de Porto. Si cerqueu el vi, vegeu «Vi de Porto». |

Porto és una ciutat i un municipi portuguès, situat al districte de Porto, a la regió del Nord i a la subregió del Gran Porto. L'any 2011 tenia 237.591 habitants i 2.479.000 a l'àrea metropolitana. Es troba al nord del país, a la riba del riu Duero —que en portuguès es diu Douro—, quan desguassa a l'oceà Atlàntic. Els seus habitants són portuencs. El centre històric està inscrit a la llista del Patrimoni de la Humanitat de la UNESCO des del 1996.

## Història
Probablement és d'origen preromà. Els romans l'anomenaven Cale o Portus Cale i d'aquí derivà el nom Portugal, que designaria tot el país. Formà part del Regne dels sueus (411-585) i dels visigots (585-711). El 716, fou presa pels àrabs, que en foren expulsats per Alfons I d'Astúries.
Amb el creixement de la petita vila es desenvolupà una senyoria feudal que, passat el temps, es feu dir Portugal. El comtat de Portugal anava des del Miño fins al Duero. Alfons VI de Castella atorgà aquest comtat a la seva filla natural Teresa, casada amb Enric de Borgonya. Llur fill, Alfons Henriques, fou el primer sobirà portuguès. S'independitzà amb el país (1139) i aviat es destacà per la puixança del seu comerç marítim.
S'oposà sempre a l'imperialisme castellà i el 1765 s'alçà contra el monopoli britànic dels vins del Duero. Durant el període napoleònic tingueren lloc la Primera Batalla de Porto i la segona Batalla de Porto (1809). Al segle xix fou un gran centre liberal. El 1820 hi esclatà la Revolució Liberal de Porto.El 1865 acollí una Exposició Internacional.
El 1893 va ser fundat el Futebol Clube do Porto.
La proclamació de la República portuguesa comportà, entre altres coses, la creació de la Universitat de Porto (1911), que va començar amb dues facultats, una de Ciències i l'altra de Medicina.
Porto va ser un dels escenaris de la Revolució dels Clavells de 1974
L'any 2001 Porto va ser designada Capital europea de la cultura, juntament amb Rotterdam.

## Economia[calcitació]
El desenvolupament de la ciutat s'ha beneficiat del seu emplaçament favorable a la vora dreta del Duero, tocant a la desembocadura. Les dificultats de la navegació pel riu van provocar la creació de l'avantport artificial de Leixões, al nord-oest, que absorbí els nuclis de Leça da Palmeira, São Mamede de Infesta i Aguas Santas; i enllaçà també el nucli primitiu de la ciutat amb la vora esquerra del riu per mitjà de dos ponts.
Centre d'una comarca famosa pels seus vins, molt exportats, és també centre industrial, amb indústries tèxtils (cotó, llana, seda), del cuir, de la ceràmica, de conserves, foneries i fabricació de pneumàtics.
Compta amb aeroport i una xarxa de metro que connecta la ciutat amb la seva àrea metropolitana.

## Llocs d'interès[calcitació]
El centre històric incloent el pintoresc sector de Ribeira, a la vora del riu, ha estat declarat Patrimoni de la Humanitat per la UNESCO.
D'època medieval, destaquen la Catedral, romànica, amb claustre gòtic i afegits barrocs; l'Església de Sant Martí de Cedofeita, romànica i restes de les antigues muralles.
D'època renaixentista i barroca, sobresurten diverses esglésies amb notables retaules i decoració interior, i amb les seves façanes decorades amb grans plafons de rajoles pintades en tonalitats blaves: la Capella dels Sastres (Capela dos Alfaiates); l'Església i Torre dels Clergues, realitzada per Nicolau Nasoni, amb una torre que ha esdevingut l'emblema de la ciutat; l'Església de Sant Francesc, gòtica, amb decoració barroca; l'Església de Sant Ildefons de Porto, l'Església de Santa Clara, gòtica amb decoració barroca; l'Església de la Misericòrdia, barroca; l'eslésia de Sao Lourenço, anomenada Convento dos Grilos, obra de l'arquitecte Baltazar Álvares; l'església de Nostra Senyora de la Victòria, la Capella de les ànimes de Santa Caterina, del segle xvii amb decoració de rajoles blaves del segle xx i el Castelo do Queijo.
Les principals construccions neoclàssiques i del segle xix són: la Factoria Anglesa; el Palacio das Cardosas (Hotel Intercontinental); l'Església da Trindade, l'Estació de ferrocarril de São Bento, el Pont de Maria Pia, construït entre 1876 i 1877 per Gustave Eiffel; el Pont de Lluís I, que uneix Porto a Vila Nova de Gaia, construït per Théophile Seyrig; el Palácio da Bolsa i el Palácio de Cristal (desaparegut).
Hi ha també obres modernistes, com ara el Cafè Majestic (Rua Santa Catarina) i la Llibreria Lello, molt visitada perquè es vincula al món de Harry Potter.
Del segle xx sobresurt un notable desplegament d'arquitectura eclèctica a l'Avinguda dels Aliats (Avenida dos Aliados), presidida per l'edifici de l'Ajuntament. Porto compta també amb interessants testimonis d'art déco, com ara la Casa de Serralves, el Teatro Rivoli, el teatre Coliseum, la cafeteria Ateneia o la farmàcia Vitalia.
Porto té destacades obres d'arquitectura contemporània, principalment d'Alvaro Siza, (Casa de Te a Boa Nova, Facultat d'arquitectura, Museu Serralves, etc), i també de Rem Koolhaas (Casa da Música) i Luis Pedro Silva (Terminal de creuers de Matosinhos).
L'Estadio do Dragao es va inaugurar l'any 2003
Pel que fa a museus, hi ha el Museu de la Ciutat, que compta amb diverses seus; el Museu Nacional Soares dos Reis; el Museu d'Art Contemporani de la Fundació de Serralves, amb el nou edifici projectat per Álvaro Siza; un museu dedicat al Tramvia urbà, i l'actiu Centre Portuguès de Fotografia que té la seva seu a l'antiga presó Cadeia de Relaçao.

## Fills il·lustres
- Enric el Navegant
- João Arroio (1869-1930) polític, literat i compositor musical.
- Guillermina Suggia (1885-1950) violoncel·lista.
- Pedro Abrunhosa, músic.
- Augusto Marques Pinto (1838-1888) violinista, musicòleg i compositor.
- Ciriaco Cardoso (1846-1900) mestre compositor.
- Jose Candido Correia Guimaraes (1895-[...?]), compositor i director d'orquestra.
- João Guilherme Bell Daddi (1813-1887), pianista i compositor musical.
- Francisco Alves Rente (1851-1891), professor i compositor musical.
- Almeida Garrett (1799-1854), escriptor.
- Manoel de Oliveira (1908-2015), director de cinema.
- Raquel Marques (1979) cineasta